# Генк Вільямс
Генк Вільямс (англ. Hank Williams, при народженні Гірам Кінг Вільямс, Hiram King Williams, 17 вересня 1923 — 1 січня 1953) — американський співак, музикант і автор пісень у стилі кантрі, якого вважають одним із найвпливовіших виконавців кантрі-музики. Вільямс записав 35 синглів, що ввійшли до першої десятки Білборду, 11 з них займали перше місце.
Вільямс народився в містечку Маунт-Олів, графство Батлер, Алабама. Потім він переїхав до Джоржиани, де навчився грати на гітарі в чорного вуличного музиканта Руфуса Пейна. Він змінив своє ім'я на Генк, вважаючи, що воно краще підходить для кантрі музики. Музикальна кар'єра Генка Вільямса розпочалася 1937 року в містечку Монтгомері, де його найняли вести 15-хвилинну програму на радіо. Він створив собі групу Drifting Cowboys для підтримки і кинув школу.
Під час війни кількох членів гурту Вільямса призвали в армію, а самого Генка вигнали з радіо за пияцтво. Він одружився з Одрі Шеппард, яка стала його менеджером. Йому вдалося записати пісні Never Again and Honky Tonkin' на студії Sterling Records і підписати контракт із MGM Records. 1948 року Генк Вільямс записав пісню Move it on Over, яка стала хітом, а також почав виступати в радіопрограмі Louisiana Hayride. 1949 року Генк записав кавер пісні Lovesick Blues. Хоча пісня була відома ще з 1920-х, але у Вільямса вона зазвучала. Цей запис вивів його в лави мейнстриму. Його прийняли виступати в концертах Гранд Оул Опрі в Нешвіллі. З 1948 по 1953 Вільямс записав 11 синглів, що займали перше місце в рейтингу. Серед них Your Cheatin' Heart, Hey, Good Lookin', та I'm So Lonesome I Could Cry.
Вільямс мав хвору спину, він важко пив і пристрастився до медикаментів. Усе це ще більше підірвало його здоров'я. Він розлучився з Одрі, його вигнали з Гранд Оул Опрі через ненадійність і пияцтво. Новорічного ранку 1953 року він помер у своєму автомобілі від сердцевої недостатності. Йому було тільки 29 років. Попри коротке життя, Генк Вільямс значно вплинув на популярну музику 20 століття. Його пісні виконували численні співаки, вони ставали хітами в різних жанрах: поп-музиці, госпелі, блюзі. Його індукували в зали слави різноманітних стилів музики.
Син Генка Вільямса Генк Вільямс молодший та донька Джетт Вільямс теж стали кантрі музикантами.